# Trésor (Enzyklopädie)

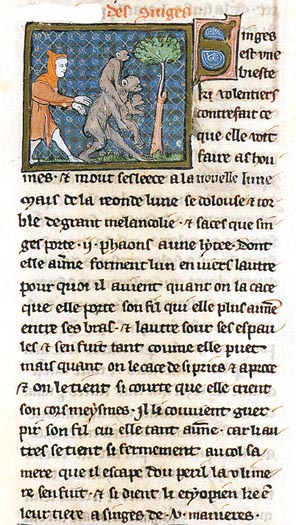
Die Bücher der Schätze, Buch I, den Affen beschreibende Bestiariumsseite.

Der Trésor (Li livres dou Trésor; dt.: "Schatzbücher") ist ein vom italienischen Staatsmann, Gelehrten und Schriftsteller  Brunetto Latini (ca. 1220 bis 1294) verfasstes Werk in altfranzösischer Sprache. Es
ist eine Art Enzyklopädie, welche einen Überblick über den Umfang der gelehrten Bildung seiner Zeit gibt.

## Geschichte
Der illuminierte Kodex wurde von dem Autor während des Exils in Frankreich geschrieben und später um 1275 in Florenz erweitert. Er wird heute in der Russischen Nationalbibliothek in Sankt Petersburg unter der Signatur Fr. F. v. III, 4 aufbewahrt.
Eine italienische Übersetzung des Werks ist fälschlicherweise Bono Giamboni († 1292?) zugeschrieben worden und man veröffentlichte bereits 1474 zu Treviso (auch Venedig 1533); das Werk wurde im französischen Original 1863 in Paris von Chabeille erneut aufgelegt unter dem Titel Li livres dou trésor.

## Aufbau
Der Kodex setzt sich aus drei Büchern oder unterschiedlichen Teilen zusammen:
1. Das erste beginnt mit einer »Universalgeschichte«, welche die biblische Geschichte, die Geschichte Trojas, Roms und des Mittelalters beinhaltet; ihr folgt eine Naturgeschichte, wo umfassende Information über Astronomie und Geografie zusammengetragen wird und ein Bestiarium enthalten ist. Es behandelt auch im Detail einige Tierarten und Vögel.
2. Das zweite handelt von der Ethik: es greift Überlegungen der klassischen und modernen Moralisten auf und studiert die typischen Laster und Tugenden der Menschen;
3. Das dritte, der originellste Teil dieses Werks, behandelt Fragen im Zusammenhang mit der Politik und der Regierungskunst, die dem Autor zufolge »die edelste und höchste Wissenschaft und das edelste Gewerbe ist, das auf der Erde existiert« (…).

Obwohl es ein Kompendium alten Stils ist, besitzt es eine Reihe von Eigenschaften, die den Versuch der Annäherung an das neue Publikum zeigen, für das es bestimmt war (Beamte, Bürger und Adelsstand), wie etwa der Verzicht auf religiöse Themen und die Behandlung anderer (der Rhetorik oder der Ethik), die in einem Werk dieser Art niemals so ausführlich behandelt wurden.

## Beschreibung
Das Werk besteht aus 298 Seiten und 155 Miniaturen, gebunden in braunem Leder mit Mosaikmotiven.
Die Miniaturen dieses Kodex sind ausgesprochen prächtig und vielfältig. Das Vorstellungsvermögen des Künstlers ist unerschöpflich: die Ränder der 18 Folios sind voll von zahlreichen Arabesken. Sie stellen eine der am weitesten entwickelten, interessantesten und ältesten Reihen dieses Genres in der Geschichte der europäischen Miniatur dar. Häufig findet man auch Bestien, groteske und befremdliche Personen, Zwerge; balancierende und jonglierende Akrobaten und Trompete, Flöte, Viola, Tamburin, Orgel und Dudelsack spielende Musikanten; ebenfalls erscheinen Vögel, Hasen, Hirschkälber, Löwen und Hunde auf Wildschweinjagd. Sogar die Erschaffung Evas ist gezeichnet worden.
Die Illustrationen der Naturgeschichte benutzen traditionelle Schemata, die auf die Bestiare romanischer Tradition zurückgreifen.

## Heutige Ausgaben
Der spanische Verlag M. Moleiro Editor veröffentlichte 1999 die erste und einzige Faksimilereproduktion des Buchs der Schätze in einer auf 987 Exemplare begrenzten Auflage, die von einem Kommentarband aus dem Jahr 2000 ergänzt wird. Diesen verfassten L.I. Kisseleva (Russische Nationalbibliothek, Sankt Petersburg), I.P. Mokretsova (Staatliches Forschungsinstitut für die Restauration (GosNIIR)), W.B. Clark (Marlboro College), I.P. Mokretsova, G.Z. Bykova und V.N. Kiréyeva (Staatliches Forschungsinstitut für die Restauration (GosNIIR)).
Siehe auch:
- Geschichte und Entwicklung der Enzyklopädie